# Potwór z jeziora Van
Ten artykuł dotyczy stworzenia, którego istnienia nie potwierdza współczesna zoologia.
Potwór z jeziora Van (tur. Van Gölü Canavarı) – zwierzę (lub grupa zwierząt) rzekomo zamieszkujące jezioro Van we wschodniej Turcji. Informacje na jego temat zaczęły pojawiać się w 1995 roku. Od tego czasu ponad 1000 osób doniosło o rzekomych obserwacjach tego stworzenia. Zwierzę ma mierzyć ok. 15 metrów długości i mieć kolce na grzbiecie, jak również przypominać plezjozaura lub ichtiozaura. Z powodu tych doniesień, rząd turecki w 1995 r. zorganizował nawet ekspedycję badawczą, której nie udało się jednak dowieść istnienia potwora.
W 1997 roku mieszkaniec okolic jeziora Van, pracownik Uniwersytetu Van, Unal Kozak, sfilmował obiekt unoszący się na powierzchni wody, który uznał za potwora. Nagranie zostało przebadane, a jego autor napisał nawet książkę na jego temat. Film jest często krytykowany – zwracana jest uwaga m.in. na to, że rzekomy potwór płynie po idealnie prostej linii, a także na to, że zdaje się oddychać tylko wydychając powietrze.
We wrześniu 2006 roku grupa japońskich dziennikarzy miała zobaczyć i sfilmować rzekome zwierzę, płynące ok. 300 m od brzegu. Przekazali nagranie naukowcom, jednak badania nie rozstrzygnęły, co na nim widnieje (obraz był zamazany).
W tureckim mieście Van na cześć rzekomego potwora, który szybko stał się jedną z atrakcji turystycznych, wzniesiono przedstawiającą go statuę. Sceptycy przekonują, że domniemane kłamstwo pozwoliło regionowi zarobić na przybywających zewsząd osobach, którzy pragnęli zobaczyć zwierzę.